# Tiberio Gemelo

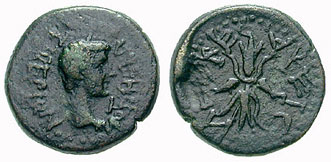
Moneda encontrada en Filadelfia, Lidia, cuyo busto es atribuido a Tiberio Gemelo

Tiberio Julio César Nerón Gemelo, conocido como Tiberio Gemelo, (en latín, Tiberius Julius Caesar Nero Gemellus; 10 de octubre de 19-37/38) fue hijo de Druso el Joven y Livila, sobrino de Claudio, nieto de Tiberio y primo de Calígula. Recibió el apodo de Gemelo debido a que era el gemelo de Tiberio Claudio César Germánico Gemelo, que murió niño en el año 23.

## Biografía
El padre de Gemelo, Druso, murió en extrañas circunstancias cuando su hijo solamente contaba con cuatro años. Se cree que fue el prefecto del pretorio, Sejano, el autor del asesinato. La madre de Gemelo, Livila, moriría debido a su participación en el complot para derrocar a su suegro Tiberio, y también por envenenar presuntamente a su marido.
Poco se conoce acerca de la vida de Gemelo ya que fue ignorado por casi todos los componentes de la familia imperial. Tanto es así que su paso de la infancia a la edad adulta, con el revestimiento de la toga virilis, se celebró cuando Gemelo tenía dieciocho años, mientras que la edad normal para celebrar este rito era los catorce años.
Cuando contaba con doce años, Gemelo fue llamado a la isla de Capri, lugar de retiro de Tiberio, donde vivió con el emperador y con su primo Calígula. Tiberio nombró a Gemelo y a Calígula herederos conjuntos del trono imperial, pero era evidente que el emperador favorecía más a Calígula ya que Livila había sido la amante de Sejano durante muchos años. y era lógico tener dudas sobre la paternidad del joven. Tiberio murió el 16 de marzo de 37 y Calígula se convirtió en emperador. Calígula adoptó a Gemelo pero lo mandó asesinar en 37 o 38 por conspirar presuntamente contra el emperador mientras éste estaba enfermo.
Lo poco que se ha escrito acerca de Tiberio Gemelo está conectado con los relatos sobre Calígula.